# Polygrammodes compositalis
Polygrammodes compositalis là một loài bướm đêm trong họ Crambidae.